# Уйо
Уйо (англ. Uyo) — город на юго-востоке Нигерии. Административный центр штата Аква-Ибом.
Население около 130 тыс. (2005). Находится на автомагистрали A342 Орон — Икот-Экпене. В городе расположены нефтехранилища, зернохранилища. Центр местной торговли (ямс, маниок, масличная пальма).
В городе есть университет Уйо (1983); епархия Римско-католической церкви, созданная в 1989 году.